# Geniostemon schaffneri
Geniostemon schaffneri là một loài thực vật có hoa trong họ Long đởm. Loài này được Engelm. & A.Gray mô tả khoa học đầu tiên năm 1881.